# 三島名継
三島 名継（みしま の なつぐ）は、奈良時代から平安時代初期にかけての貴族。名は奈継とも記される。姓は真人。舒明天皇の皇子・蚊屋皇子の後裔。官位は正四位下・左京大夫。

## 経歴
延暦2年（783年）従五位下に叙爵すると、延暦3年（784年）長岡宮造営の功労により従五位上と桓武朝初頭に続けて昇叙され、延暦4年（785年）内厩頭に任ぜられる。
延暦15年（796年）までに従四位下に昇り、同年12月左衛士督に任ぜられるが、早くも延暦16年（797年）正月には大和守として地方官に転じる。
その後、中務大輔に任ぜられて京官に復す。延暦23年（804年）2月に衛門督に任官すると、10月には桓武天皇の和泉・摂津両国の行幸に奉仕したことにより正四位下に叙せられている。桓武朝末の延暦25年（806年）越前守に任ぜられて再び地方官に転じるが、平城朝では左京大夫や摂津守を務めている。
大同5年（810年）4月11日卒去。享年63。最終官位は左京大夫兼摂津守正四位下。

## 官歴
『六国史』による。
- 時期不詳：正六位上
- 延暦2年（783年） 正月20日：従五位下
- 延暦3年（784年） 12月2日：従五位上
- 延暦4年（785年） 正月15日：内厩頭兼山城介
- 延暦5年（786年） 2月17日：兼山城守
- 延暦9年（790年） 6月26日：兼美作守
- 時期不詳：従四位下
- 延暦15年（796年） 12月4日：左衛士督
- 延暦16年（797年） 正月13日：大和守
- 時期不詳：従四位上、中務大輔
- 延暦23年（804年） 2月1日：衛門督。10月10日：正四位下
- 延暦25年（806年） 正月28日：越前守
- 時期不詳：左京大夫、摂津守
- 大同5年（810年） 4月11日：卒去（左京大夫兼摂津守正四位下）